# Britt Engdal
Britt Engdal, född 4 april 1941 i Göteborg, är en svensk författare och tidigare bibliotekarie.

## Biografi
Engdal är uppvuxen i Linnéstaden i Göteborg. I tidig ålder gavs hon litterär inspiration via den äldre systern som tog med henne till barnavdelningen på Dicksonska folkbiblioteket. Vid denna tid var favoritförfattarna Astrid Lindgren och Tove Jansson.
Efter studentexamen 1961 följde studier i latin och historia, vilket ledde till fil.mag.-examen. Därefter utbildade hon sig till lärare. Efter några år som lärare omskolade hon sig dock till bibliotekarie, på grund av intresset för litteratur. Hon kom därefter att arbeta i 25 år som bibliotekarie och har under vissa tider undervisat i svenska på Komvux.
1975 flyttade hon till Hönö, där hon arbetat med barn och teater. Hennes inspirationskällor är biblioteksbarnens intresse för spökhistorier, hennes kärlek till Bohuslän och hennes smak för muntligt berättande.

### Författarskap
Britt Engdal har skrivit dels realistiska böcker, varav serien om Maria utspelar sig under 1920-talet, dels spökhistorier och sagor. Hon debuterade 1984 med Malin och Tina, inledningen på en fem böcker lång serie av böcker för ungdomar med vänskap som tema. Bokserien föddes som ett resultat av bokförlaget Opals tävling om bästa lättlästa barnbok på temat vänskap, en tävling som Engdal vann och därefter ledde till ytterligare författarintresse. Den första boken i serien byggde till dels på författarens egna erfarenheter av vänskap.
1992 kom Tjottar och fiskungar, första boken i en trilogi om "fiskarungen" Maria från Hönö som ges möjlighet att studera inne i Göteborg. Handlingen i alla dessa ovanstående böcker är 1920-talet, med kulturkrockar och klasskillnader.
Engdal har även författat spökhistorier med bohuslänsk koppling. Bland dessa finns Gengångare från 1992 och Bröderna från 1997. Övernaturliga ting har även blandats in i andra av Engdals böcker, inklusive i Kampen om klenoden från 2005 (även den en bokm som utspelas i Bohuslän). 2002 kom Honung och mareld, även den med koppling till Bohusläns sagoskatt.
På senare år har Engdal haft fokus på lättlästa böcker för en vuxen läsekrets. Bland dessa böcker fibnns Var inte rätt från 2014, Kärlek på biblioteket (2015) och Kärlek på avstånd (2017).

## Priser och utmärkelser
- Förstapris i förlaget Opals pristävling 1983 om bästa lättlästa ungdomsbok, för Malin och Tina

- Delat förstapris i internordisk tävling 1992, för Tjottar och fiskarungar

- Bohuslandstingets kulturstipendium 1994
- Öckerö kommuns kulturstipendium 1994